# Monique de la Bruchollerie
Monique Adrienne Marie Yver de la Bruchollerie (ur. 20 kwietnia 1915 w Paryżu, zm. 16 stycznia 1973 w Bukareszcie) – francuska pianistka.

## Życiorys
Uczyła się w Paryżu u Isidora Philippa i Alfreda Cortota oraz w Wiedniu u Emila von Sauera. Debiutowała jako pianistka w 1932 roku. W 1937 roku wzięła udział w III Międzynarodowym Konkursie Pianistycznym im. Fryderyka Chopina, gdzie zajęła 7. miejsce. W 1938 roku zajęła 10. miejsce w Konkursie Muzycznym im. Eugène’a Ysaÿe’a w Brukseli. Po II wojnie światowej koncertowała w Europie, Stanach Zjednoczonych, Ameryce Południowej, Południowej Afryce i w krajach Azji. Specjalizowała się w repertuarze romantycznym. Dokonała nagrań płytowych utworów Brahmsa, Czajkowskiego, Chopina, Mozarta, Francka i Rachmaninowa. W 1964 roku zgłosiła projekt ulepszenia fortepianu, proponując zmianę klawiatury na półkolistą w celu jednoczesnej gry w sopranie i basie oraz wykonywania wielodźwięków przez naciśnięcie pojedynczego klawisza. W 1969 roku w czasie podróży koncertowej do Rumunii uległa wypadkowi samochodowemu, na skutek którego musiała zaprzestać występów.